# Bram Verbist
Bram Verbist (Antwerpen, 5 maart 1983) is een Belgische voetbalcoach en voormalig profvoetballer die speelde als doelman. Hij is keeperstrainer bij Oud-Heverlee Leuven sinds 2020.

## Spelerscarrière
Verbist is afkomstig uit de jeugdopleiding van Germinal Beerschot. Op 17-jarige leeftijd trok hij naar Ajax, alwaar hij van 2000 tot 2002 bij de beloften speelde. Hierna keerde hij terug naar Germinal Beerschot, waar hij echter Luciano voor zich moest dulden. Via omzwervingen bij Tienen en Eendracht Aalst kwam hij bij Cercle Brugge weer in Eerste Klasse terecht.
Op 23 augustus 2013 maakte Cercle Brugge de komst van de jonge Franse doelman Joris Delle bekend. De ploeg liet aan Verbist weten dat hij transfervrij mocht vertrekken, aangezien zijn contract zwaarder telde dan dat van Jo Coppens. In de winterstop tekende hij een contract bij het Deense Brøndby IF voor de rest van het seizoen.
In juni 2014 tekende Verbist een contract voor twee seizoenen bij Roda JC in de Nederlandse Jupiler League. In het seizoen 2014/15 promoveerde hij met deze club naar de Eredivisie.

## Trainerscarrière
Nadat zijn contract bij Roda JC was afgelopen, beëindigde Verbist zijn profloopbaan als speler en tekende hij in juli 2016 een contract als keeperstrainer bij de club waar het voor hem allemaal begonnen was, KFCO Beerschot-Wilrijk.
In 2018 volgde hij Marc Brys naar STVV en werd er keeperstrainer. In het kielzog van Brys werd Verbist daar in november 2019 ontslagen. Sinds juni 2020 is hij keeperstrainer bij Oud-Heverlee Leuven, waar hij opnieuw samenwerkt met Marc Brys.

## Statistieken
| seizoen    | club               | land       | competitie         | wedst | goals |
| ---------- | ------------------ | ---------- | ------------------ | ----- | ----- |
| 2002/03    | Germinal Beerschot | België     | Jupiler Pro League | 22    | 0     |
| 2003/04    | Germinal Beerschot | België     | Jupiler Pro League | 2     | 0     |
| 2004/05    | Germinal Beerschot | België     | Jupiler Pro League | 4     | 0     |
| 2005/06    | Germinal Beerschot | België     | Jupiler Pro League | 5     | 0     |
| 2006/dec06 | KVK Tienen         | België     | Exqi League        | 6     | 0     |
| dec2006/07 | Eendracht Aalst    | België     | Vierde Klasse B    | 11    | 0     |
| 2007/08    | Cercle Brugge      | België     | Jupiler Pro League | 27    | 0     |
| 2008/09    | Cercle Brugge      | België     | Jupiler Pro League | 32    | 0     |
| 2009/10    | Cercle Brugge      | België     | Jupiler Pro League | 19    | 0     |
| 2010/11    | Cercle Brugge      | België     | Jupiler Pro League | 34    | 0     |
| 2011/12    | Cercle Brugge      | België     | Jupiler Pro League | 22    | 0     |
| 2012/13    | Cercle Brugge      | België     | Jupiler Pro League | 25    | 0     |
| 2013/14    | Cercle Brugge      | België     | Jupiler Pro League | 4     | 0     |
| 2013/14    | Brøndby IF         | Denemarken | Superligaen        | 0     | 0     |
| 2014/15    | Roda JC Kerkrade   | Nederland  | Eerste divisie     | 37    | 0     |
| 2015/16    | Roda JC Kerkrade   | Nederland  | Eredivisie         | 0     | 0     |
| Totaal     | Totaal             | Totaal     | Totaal             | 250   | 0     |

## Trivia
- Verbist raakte op 7 november 2014 bijna zijn rechteroor kwijt toen hij het met Roda JC Kerkrade opnam tegen FC Emmen. Emmen-aanvaller Roland Bergkamp scheurde het oor bijna helemaal af met zijn noppen. Verbist werd meteen gewisseld en met spoed naar het ziekenhuis in Heerlen gebracht, waar chirurgen zijn oor weer vastmaakten.[3]
- Verbist werd specialist in standaardsituaties op defensief en offensief vlak sinds zijn trainerschap. Meer dan eens scoort zijn ploeg na een ingestudeerd nummertje van zijn hand op hoek- of vrijschop.